# Ro-52
Ro-52 — підводний човен Імперського флоту Японії.
Корабель, який спорудили у 1920 році на верфі компанії Mitsubishi в Кобе, належить до підтипу L1 (він же тип Ro-51) типу L.
По завершенні Ro-52 включили до 3-ї дивізії підводних човнів зі складу військово-морського округу Йокосука, а з 1 грудня 1922-го корабель перевели до 11-ї дивізії підводних човнів, що належать до військово-морського округу Куре.
У 1923 році Ro-52 двічі потрапляв у навігаційні інциденти. Спершу 13 березня в районі Хіросіми він зіткнувся з пароплавом Ryosei Maru. 29 жовтня, коли Ro-52 перебував на якорі в гавані Куре, відбулась значно тяжча аварія, причиною якої став помилково відкритий люк торпедного апарата. Човен швидко заповнився водою і ліг на дно на глибині 15 метрів, втім, усім членам екіпажу вдалось урятуватись. 17 листопада 1923-го Ro-52 підняли й після ремонту він повернувся на службу.
29 жовтня 1925-го човен повторно затонув унаслідок надзвичайно схожого за обставинами інциденту — під час перебування біля пірса затопило через відкритий з недбалості торпедний апарат (без людських жертв). І цього разу Ro-52 підняли та повернули на службу.
1 квітня 1932-го Ro-52 виключили зі списків ВМФ.